# Austin et Ally
Austin et Ally (Austin & Ally) est une série télévisée américaine en 87 épisodes de 23 minutes créée par Kevin Kopelow et Heath Seifert, diffusée entre le 2 décembre 2011 et le 10 janvier 2016 sur Disney Channel ainsi qu'au Canada sur Family et depuis le 1er septembre 2015 sur Disney Channel Canada.
En France, en Suisse, et en Belgique, le pilote a été diffusé en avant-première le 20 mars 2012, le reste de la série est diffusé entre le 11 avril 2012 et le 27 février 2016 sur Disney Channel France. Au Québec, la série est diffusée depuis le 1er septembre 2015 sur La Chaîne Disney et depuis le 7 avril sur la plateforme svod Disney+.

## Synopsis
Ally est auteur-compositeur mais la scène l'effraie, Austin est un jeune chanteur qui veut devenir célèbre. Austin reprend une chanson d’Ally et la poste sur Internet. Le succès est immédiat et les deux jeunes décident de faire équipe. Trish, la meilleure amie d'Ally devient alors l'agent d'Austin. Dez, le meilleur ami d'Austin devient son réalisateur de clips.

## Distribution

### Principaux

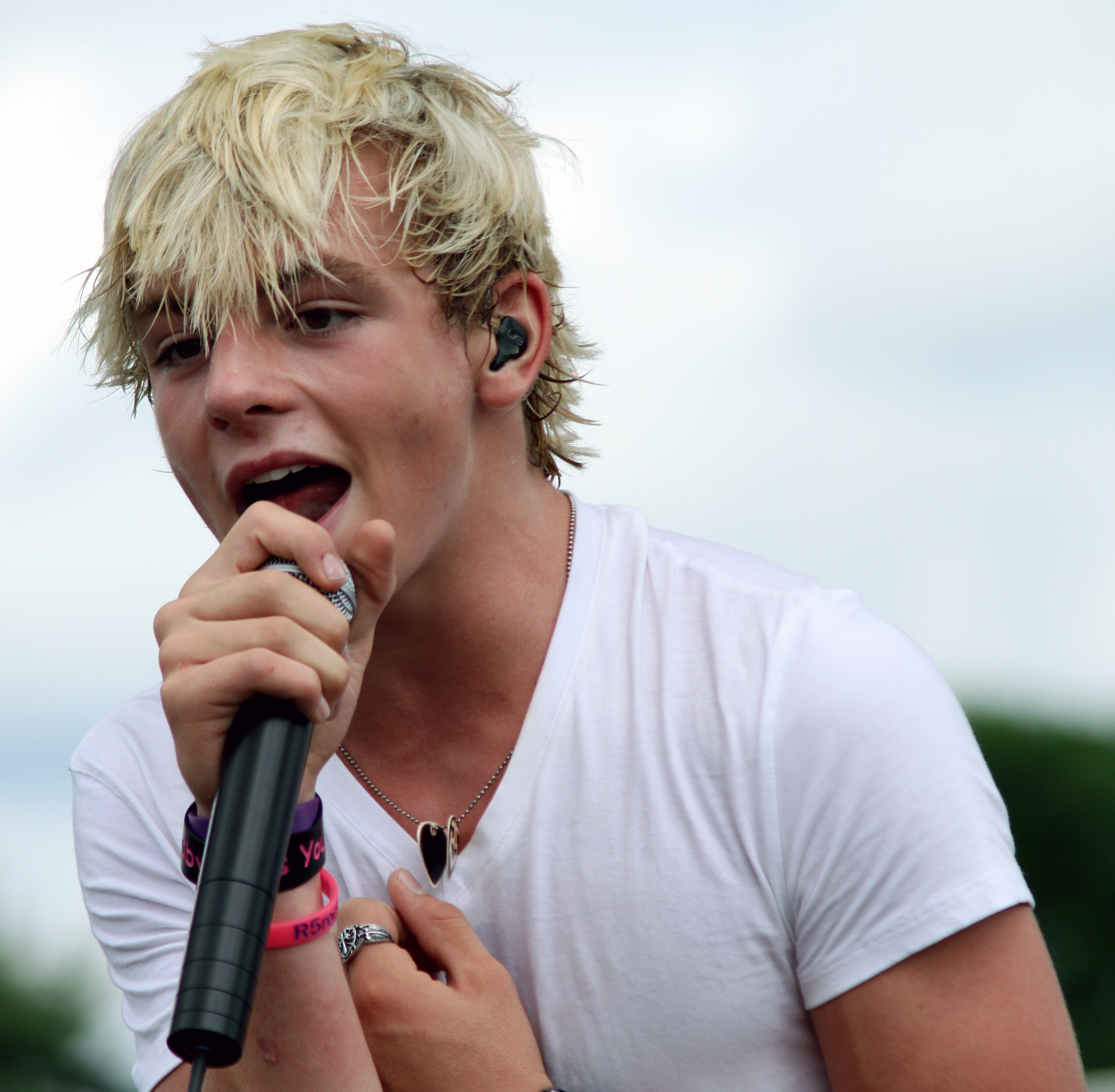
Ross Lynch, interprète d'Austin Moon.

- Ross Lynch (VFB : Maxime Donnay) : Austin Monica Moon[4]
- Laura Marano (VFB : Séverine Cayron) : Ally Edgar Dawson[5]
- Raini Rodriguez (VFB : Alice Ley) : Trish De La Rosa[6]
- Calum Worthy (VFB : Nicolas Matthys) : Dez Wade[7]

### Secondaires
- Andy Milder (VFB : Karim Barras) : Lester Dawson, le père d'Ally.
- Richard Whiten (VFB : Claudio Dos Santos) : Jimmy Starr
- Cole Sand (en) : Nelson
- Hannah Kat Jones : Carrie
- John Paul Green : Chuck McCoy
- John Henson (VFB : Sébastien Hébrant) : Mike Moon
- Kiersey Clemons : Kira Starr
- Carrie Wampler (VFB : Laëtitia Liénart) : Brooke

### Invités
- Noah Centineo : Dallas (saison 1)
- Ashley Fink : Mindy (saison 1)
- Trevor Jackson (VFB : Gauthier de Fauconval) : Trent (saison 2)
- Dove Cameron (VFB : Nancy Philippot) : Bobbie (saison 4, épisode 6)
- Ryan McCartan (VFB : Olivier Prémel) : Billie (saison 4, épisode 6)

## Production
La série est créée par Kevin Kopelow et Heath Seifert, les scénaristes et producteurs de la série diffusée sur la chaîne de télévision Nickelodeon, All That, et des sitcoms diffusées sur Disney Channel Sonny With a Chance et Jonas. La production de l'épisode pilote commence dès mi-février 2011. Le pilote est réalisé par Shelley Jensen. Le casting de la série se déroule à l'échelle nationale aux États-Unis, et le tournage du pilote commence en mars 2011. Le 24 mai 2011, Disney Channel annonce la continuité de Austin & Ally. Le 29 septembre 2011, Disney Channel annonce 13 nouveaux épisodes. Le tournage de la première saison s'achève le 27 février 2012.
Le 11 mars 2012, une seconde saison est annoncée et la production est prévue pour s'achever à la fin de l'année, l'audition ayant débuté le 4 juin 2012
. La série attire près de 5,7 millions de téléspectateurs américains, et sa première diffusion 4 millions.
À la suite d'une diffusion de son épisode pilote, et d'une première saison en 2011, la série est renouvelée pour une seconde saison, et sa production débute dès l'été 2012 ; elle est initialement diffusée aux États-Unis le 2 octobre 2012, et le tournage s'achève au début de février 2013. La série est ensuite programmée pour une troisième saison le 24 mars 2013 et officiellement confirmée par Disney Channel le 2 avril 2013. Elle est diffusée le 27 octobre 2013 aux États-Unis, et s'achève le 24 janvier 2014. Une quatrième saison est annoncée le 25 avril 2014. C'est la dernière de la série.

## Épisodes
La série est diffusée à l'échelle internationale sur Disney Channel. Elle est diffusée en avant-première au Canada, puis officiellement le 27 janvier 2012. En France, en Suisse, et en Belgique, le pilote est diffusé en avant-première le 5 mars 2012, le reste de la série à partir du 16 avril 2012 sur Disney Channel (France).
Elle est diffusée à Singapour le 3 mars 2012, et en Australie et Nouvelle-Zélande le 23 mars 2012. Au Royaume-Uni et en Irlande, elle est diffusée le 20 avril 2012.

| Saison | Saison | Épisodes | États-Unis      | États-Unis       | France          | France           |
| Saison | Saison | Épisodes | Début           | Fin              | Début           | Fin              |
| ------ | ------ | -------- | --------------- | ---------------- | --------------- | ---------------- |
|        | 1      | 19       | 5 décembre 2011 | 14 mai 2012      | 5 mars 2012     | 31 octobre 2012  |
|        | 2      | 26       | 28 mai 2012     | 8 avril 2013     | 14 janvier 2013 | 12 mars 2014     |
|        | 3      | 22       | 7 octobre 2013  | 14 novembre 2014 | 5 mai 2014      | 22 décembre 2014 |
|        | 4      | 20       | 7 février 2015  | 11 février 2016  | 25 avril 2015   | 27 février 2016  |

### Première saison (2011–2012)
| №  | #  | Titre Français                      | Titre Original                | Diffusion française | Diffusion originale | Code prod. |
| -- | -- | ----------------------------------- | ----------------------------- | ------------------- | ------------------- | ---------- |
| 1  | 1  | La Rencontre                        | Rockers & Writers             | 5 mars 2012         | 5 décembre 2011     | 101        |
| 2  | 2  | Une histoire de kangourou           | Kangaroos & Chaos             | 16 avril 2012       | 12 décembre 2011    | 102        |
| 3  | 3  | Le Petit Livre des secrets          | Secrets & Songbooks           | 30 avril 2012       | 9 janvier 2012      | 103        |
| 4  | 4  | Atomes crochus                      | Zaliens & Cloud Watchers      | 7 mai 2012          | 16 janvier 2012     | 105        |
| 5  | 5  | Blogueuse et papillons              | Bloggers & Butterflies        | 9 mai 2012          | 23 janvier 2012     | 104        |
| 6  | 6  | Le Choix d'Austin                   | Tickets & Trashbags           | 15 mai 2012         | 30 janvier 2012     | 107        |
| 7  | 7  | La Guerre des agents                | Managers & Meatballs          | 15 mai 2012         | 6 février 2012      | 108        |
| 8  | 8  | Les Quinze Ans de Trish             | Club Owners & Quinceaneras    | 15 mai 2012         | 13 février 2012     | 109        |
| 9  | 9  | Panique sur les ondes               | Deejays & Demos               | 15 mai 2012         | 5 mars 2012         | 111        |
| 10 | 10 | Basket, records et quiproquos       | World Records & Work Wreckers | 15 mai 2012         | 12 mars 2012        | 113        |
| 11 | 11 | Garde à vue                         | Songwriting & Starfish        | 5 septembre 2012    | 19 mars 2012        | 110        |
| 12 | 12 | Ally et sa bonne étoile             | Soups & Stars                 | 12 septembre 2012   | 26 mars 2012        | 115        |
| 13 | 13 | Le Voleur du centre commercial      | Burglaries & Boobytraps       | 19 septembre 2012   | 2 avril 2012        | 106        |
| 14 | 14 | Tout pour une tablette              | My TAB & My Pet               | 26 septembre 2012   | 9 avril 2012        | 114        |
| 15 | 15 | La Peur des parasols                | Filmmaking & Fear Breaking    | 3 octobre 2012      | 16 avril 2012       | 112        |
| 16 | 16 | Austin est amoureux                 | Diners & Daters               | 10 octobre 2012     | 23 avril 2012       | 116        |
| 17 | 17 | Austin & Ally sont sur un bateau... | Everglades & Ally-Gators      | 17 octobre 2012     | 30 avril 2012       | 119        |
| 18 | 18 | Sans voix                           | Successes & Setbacks          | 24 octobre 2012     | 7 mai 2012          | 117        |
| 19 | 19 | Album et audition                   | Albums & Auditions            | 31 octobre 2012     | 14 mai 2012         | 118        |

### Deuxième saison (2012–2013)
La deuxième saison est annoncée le 11 mars 2011. Le tournage se déroule de l'été 2012 à février 2013.
| №  | #  | Titre Français                                             | Titre Original                             | Diffusion française | Diffusion originale | Code prod. |
| -- | -- | ---------------------------------------------------------- | ------------------------------------------ | ------------------- | ------------------- | ---------- |
| 20 | 01 | Sous le masque                                             | Costume & Courage                          | 14 janvier 2013     | 28 mai 2012         | 1AMM20     |
| 21 | 02 | Le Nouveau Danseur                                         | Backups & Breakups                         | 21 janvier 2013     | 25 juin 2012        | 1AMM21     |
| 22 | 03 | Exagérations                                               | Magazines & Made-Up Stuff                  | 18 février 2013     | 25 juin 2012        | 1AMM22     |
| 23 | 04 | Privé de sortie                                            | Parents & Punishments                      | 4 mars 2013         | 25 juin 2012        | 2AMM01     |
| 24 | 05 | Copieurs et mauvaises odeurs                               | Crybabies & Cologne                        | 12 mars 2013        | 25 juin 2012        | 2AMM03     |
| 25 | 06 | Austin & Jessie & Ally : Tous ensemble ! (Première partie) | Austin & Jessie & Ally : All Star New Year | 30 janvier 2013     | 20 juillet 2012     | 2AMM06     |
| 26 | 07 | Manèges et mauvaise haleine                                | Ferris Wheels & Funky Breath               | 25 mars 2013        | 20 juillet 2012     | 2AMM13     |
| 27 | 08 | Copine et petite copine                                    | Girlfriends & Girl friends                 | 17 avril 2013       | 13 août 2012        | 2AMM10     |
| 28 | 09 | Stage, quiz & quiproquo                                    | Campers & Complications                    | 24 avril 2013       | 8 octobre 2012      | 2AMM04     |
| 29 | 10 | La Décision d'Austin (Première partie)                     | Chapters & Choices                         | 8 mai 2013          | 26 octobre 2012     | 2AMM14     |
| 30 | 11 | Le Choix d'Austin (Deuxième partie)                        | Partners & Parachutes                      | 15 mai 2013         | 5 novembre 2012     | 2AMM12     |
| 31 | 12 | La Machine magique                                         | Freaky Friends & Fan Fiction               | 16 mai 2013         | 3 décembre 2012     | 2AMM08     |
| 32 | 13 | Couple ou duo                                              | Couples & Careers                          | 14 juin 2013        | 7 janvier 2013      | 2AMM02     |
| 33 | 14 | Le Collier perdu                                           | Spas & Spies                               | 3 juillet 2013      | 14 janvier 2013     | 2AMM05     |
| 34 | 15 | Ally et Entrechats                                         | Solos & Stray Kitties                      | 11 septembre 2013   | 21 janvier 2013     | 2AMM07     |
| 35 | 16 | Scouts, toujours prêts à chanter !                         | Boy Songs & Badges                         | 18 septembre 2013   | 28 janvier 2013     | 2AMM09     |
| 36 | 17 | Chansons & Quiproquos                                      | Tracks & Trouble                           | 14 octobre 2013     | 4 février 2013      | 2AMM11     |
| 37 | 18 | La Pire Danseuse du monde                                  | Viral Videos & Very bad dancing            | 4 novembre 2013     | 11 février 2013     | 2AMM13     |
| 38 | 19 | Amour secret & chanson volée                               | Tunes & Trials                             | 18 novembre 2013    | 18 février 2013     | 2AMM15     |
| 39 | 20 | Voyage vers le futur                                       | Future sounds & Festival Songs             | 25 novembre 2013    | 25 février 2013     | 2AMM19     |
| 40 | 21 | Les Dangers du sport                                       | Sports & Sprains                           | 9 décembre 2013     | 4 mars 2013         | 2AMM16     |
| 41 | 22 | Vagabond et rock star                                      | Beach Blums & Bling                        | 16 décembre 2013    | 11 mars 2013        | 2AMM17     |
| 42 | 23 | Ennemis jurés                                              | Family & Feuds                             | 12 mars 2014        | 18 mars 2013        | 2AMM18     |
| 43 | 24 | A la recherche du top talent                               | Moon Week & Mentors                        | 20 janvier 2014     | 25 mars 2013        | 2AMM20     |
| 44 | 25 | Le Film de leur vie                                        | Real life & Reel life                      | 27 janvier 2014     | 1er avril 2013      | 2AMM22     |
| 45 | 26 | Le Choix d'Ally                                            | Fresh Starts & Farewells                   | 12 mars 2014        | 8 avril 2013        | 2AMM21     |

### Troisième saison (2013-2014)
La troisième saison est annoncée le 12 mars 2013, et officiellement confirmée le 2 avril 2013,. La production a pris fin le 24 janvier 2014
| №  | #  | Titre Français               | Titre Original                    | Diffusion française | Diffusion originale | Code prod. |
| -- | -- | ---------------------------- | --------------------------------- | ------------------- | ------------------- | ---------- |
| 46 | 01 | Une tournée mouvementée      | Road Trips & Reunions             | 12 mars 2014        | 7 octobre 2013      | 2AMM23     |
| 47 | 02 | Notre vie sans Austin        | What If's & Where's Austin        | 19 mars 2014        | 14 octobre 2013     | 2AMM24     |
| 48 | 03 | Les Petits Souliers d'Austin | Presidents & Problems             | 26 mars 2014        | 5 novembre 2013     | 3AMM01     |
| 49 | 04 | Meilleures Amies             | Beach Clubs & BFF's               | 2 avril 2014        | 19 novembre 2013    | 3AMM05     |
| 50 | 05 | L'Esprit de Noël             | Mix-Ups & Mistletoes              | 26 décembre 2014    | 26 novembre 2013    | 3AMM09     |
| 51 | 06 | Problème d'autorité          | Glee Clubs & Glory                | 9 avril 2014        | 3 décembre 2013     | 3AMM03     |
| 52 | 07 | Austin & Roxy                | Austin & Alias                    | 16 avril 2014       | 10 décembre 2013    | 3AMM04     |
| 53 | 08 | Austin et sa princesse       | Princesses & Prizes               | 23 avril 2014       | 14 janvier 2014     | 3AMM06     |
| 54 | 09 | Docteur Cupidon              | Cupids & Cuties                   | 7 mai 2014          | 21 janvier 2014     | 3AMM19     |
| 55 | 10 | Doutes                       | Critics & Confidence              | 14 mai 2014         | 28 janvier 2014     | 3AMM14     |
| 56 | 11 | Dez derrière la caméra       | Directors & Divas                 | 6 octobre 2014      | 11 février 2014     | 3AMM13     |
| 57 | 12 | Le rival d'Austin            | Hunks & Homecoming                | 6 octobre 2014      | 11 mars 2014        | 3AMM15     |
| 58 | 13 | Podium et premiers pas       | Fashion Shows & First Impressions | 6 octobre 2014      | 9 avril 2014        | 3AMM11     |
| 59 | 14 | Un fan envahissant           | Fanatics & Favors                 | 27 octobre 2014     | 30 avril 2014       | 3AMM07     |
| 60 | 15 | Austin et les Zaliens        | Eggs & Extraterrestrials          | 27 octobre 2014     | 7 mai 2014          | 3AMM08     |
| 61 | 16 | La Valse des cavaliers       | Proms & Promises                  | 1er novembre 2014   | 14 mai 2014         | 3AMM12     |
| 62 | 17 | Le Bal de promo              | Last Dances & Last Chances        | 3 novembre 2014     | 9 juin 2014         | 3AMM16     |
| 63 | 18 | Compte à rebours vidéo       | Videos & Villains                 | 3 novembre 2014     | 7 juillet 2014      | 3AMM20     |
| 64 | 19 | Beauté et Méchanceté         | Beauties & Bullies                | 24 novembre 2014    | 14 août 2014        | 3AMM23     |
| 65 | 20 | Halloween et Terreurs        | Horror Stories & Halloween Scares | 24 novembre 2014    | 26 septembre 2014   | 3AMM21     |
| 66 | 21 | Adieu Sonic Boom             | Records & Wreckings Balls         | 1 décembre 2014     | 9 octobre 2014      | 3AMM24     |
| 67 | 22 | La Soirée d'une vie          | Relationships & Red Carpets       | 6 décembre 2014     | 14 novembre 2014    | 3AMM22     |

### Quatrième saison (2015–2016)
La saison 4 a été confirmé le 25 avril 2014. Le tournage de la saison 4 a commencé le lundi 13 octobre.
| №  | #  | Titre Français                         | Titre Original                      | Diffusion française         | Diffusion originale             | Code prod.    |
| -- | -- | -------------------------------------- | ----------------------------------- | --------------------------- | ------------------------------- | ------------- |
| 68 | 01 | Partir ou Rester ?                     | Buzzcuts & Beginnings               | 25 avril 2015               | 16 février 2015                 | 3AMM25        |
| 69 | 02 | Musique et Matelas                     | Mattress Stores & Music Factories   | 2 mai 2015                  | 17 février 2015                 | 3AMM26        |
| 70 | 03 | Le défi                                | Grand Openings & Great Expectations | 9 mai 2015 24 novembre 2015 | 18 février 2015 24 août 2015    | 4AMM01 4AMM17 |
| 71 | 04 | Austin apprend l'espagnol              | Seniors & Senors                    | 9 novembre 2015             | 19 février 2015                 | 4AMM09        |
| 72 | 05 | Devoirs et talents cachés              | Homework & Hidden Talents           | 9 novembre 2015             | 23 mars 2015                    | 4AMM03        |
| 73 | 06 | Austin et Ally ou Billy et Bobbie      | Duos & Deception                    | 9 novembre 2015             | 24 mars 2015                    | 4AMM04        |
| 74 | 07 | Parfum de mariage                      | Wedding Balls & Wacky Birds         | 9 novembre 2015             | 25 mars 2015                    | 4AMM05        |
| 75 | 08 | Un secret bien gardé                   | Karaoke & Kalamity                  | 9 novembre 2015             | 26 mars 2015                    | 4AMM06        |
| 76 | 09 | Une élève trop douée                   | Mini-me's & Muffin Baskets          | 16 novembre 2015            | 16 avril 2015                   | 4AMM11        |
| 77 | 10 | Danse et performance                   | Dancers & Ditzes                    | 16 novembre 2015            | 23 avril 2015                   | 4AMM13        |
| 78 | 11 | Mystère et fièvre disco                | Mysteries & Medding Kids            | 16 novembre 2015            | 21 mai 2015                     | 4AMM02        |
| 79 | 12 | Prédictions                            | Comebacks & Crystal Balls           | 16 novembre 2015            | 18 juin 2015                    | 4AMM07        |
| 80 | 13 | En pleine tempête                      | Burdens & Boynado                   | 16 novembre 2015            | 19 juin 2015                    | 4AMM14        |
| 81 | 14 | Austin & Ally contre la petite terreur | Bad Seeds & Bad Dates               | 16 novembre 2015            | 13 juillet 2015 14 juillet 2015 | 4AMM19 4AMM20 |
| 81 | 14 | Austin & Ally contre la petite terreur | Bad Seeds & Bad Dates               | 23 novembre 2015            | 13 juillet 2015 14 juillet 2015 | 4AMM19 4AMM20 |
| 82 | 15 | Fiction et Frissons                    | Scary Spirits & Spooky Stories      | 15 juillet 2015             | 4AMM15                          |               |
| 83 | 16 | La fin de l'enfance                    | Rejection & Rocketships             | 30 novembre 2015            | 14 août 2015                    | 4AMM18        |
| 84 | 17 | À la recherche du livre perdu          | Cap and Gown Can't Be Found         | 30 novembre 2015            | 28 septembre 2015               | 4AMM16        |
| 85 | 18 | Surprises et Père Noël                 | Santas & Surprises                  | 1er décembre 2015           | 14 octobre 2015                 | 4AMM08        |
| 86 | 19 | Ce n'est qu'un au revoir               | Musicals & Moving On                | 11 janvier 2016             | 8 novembre 2015                 | 4AMM10        |
| 87 | 20 | Duos et destins                        | Duets & Destiny                     | 27 février 2016             | 11 février 2016                 | 4AMM12        |

## Personnages
- Austin Monica Moon : jeune chanteur de 15 ans qui rêve de la scène. Il aime les pancakes et les pom-pom girls. Son meilleur ami est Dez. Il « vole » malencontreusement la chanson d'Ally. Grâce à celle-ci, il devient du jour au lendemain une vedette sur le Web. Dans un épisode, il avoue sa phobie pour les parapluies. Dans le neuvième épisode de la seconde saison, Austin se rend compte des sentiments qu'il éprouve pour Ally et sortent ensemble pendant un épisode avant de rompre. À la fin de la seconde saison, il fait une tournée nationale aux côtés de ses amis. Il est jaloux de Gavin, le nouveau petit ami d'Ally. Il sort pendant un mois avec Piper, mais il la quitte au bal de promo car il aime toujours Ally. Ally et lui ressortent ensemble dans ce même épisode. Dans le dernier épisode de la saison 3, Jimmy demande à Austin de choisir entre Ally et sa carrière. Austin choisit Ally et abandonne donc sa carrière, et Jimmy le renvoie. Et dans un autre épisode, Austin est repris par Jimmy.
- Ally Edgar Dawson : jeune fille de 15 ans au grand cœur et auteure-compositrice extrêmement timide. Elle écrit la chanson à succès qu'Austin interprète. Elle travaille chez ses parents au magasin de musique Sonic Boom. Elle a une phobie de la scène. Dans la seconde saison, Ally change radicalement, elle gagne en maturité. Ally a des sentiments pour Austin dès leur rencontre mais ne s'en rend compte que dans le huitième épisode, cette dernière ne souhaite pas lui en parler de peur qu'il ne ressent pas la même chose et que cela ne nuise à leur amitié. Elle sort avec Gavin, un chanteur avec qui elle compose des chansons. Elle le quitte au bal de promo car elle aime toujours Austin. Austin et elle ressortent ensemble dans ce même épisode. Dans le dernier épisode, Ally part en tournée aux États-Unis.
- Patricia « Trish » Maria de La Rosa : à la fois la meilleure amie d'Ally, et agent d'Austin. Ses emplois changent régulièrement en raison de son manque d'assiduité au travail ainsi que de sa paresse. Elle donne l'impression de ne pas aimer Dez, alors qu'en faîte elle s'entend bien avec lui, ayant plusieurs passion commune. Elle est jalouse de l'amitié d'Ally et Kira mais elle est rassurée quand Ally lui dit que Kira et elle se considèrent comme des sœurs et pas comme des meilleures amies. Elle ne sait pas écouter les gens.
- Dezmond « Dez » Hatfield Wade : un geek adepte de cinéma. Il est le meilleur ami d'Austin, il réalise ses clips et les met en ligne. Dans l'épisode 2 de la saison 2 on découvre qu'il adore les films à l'eau de rose. Dans la première saison, Dez est un peu l'« idiot » de la bande. Dans la saison 2, il garde ce rôle tout en étant de bons conseils pour Austin vis-à-vis d'Ally, c'est d'ailleurs lui qui l'aidera à lui faire comprendre ses sentiments pour elle. Il est triste de ne pas avoir de petite amie. Il sort peu après avec Carrie, la sœur de Piper. À la fin de la saison 3, il part à Los Angeles avec Carrie. Elle rompe avec lui au premier épisode. Mais peu de temps, après ils ressortent ensemble à la suite d'un malentendu de Carrie.
- Lester Dawson : père d'Ally et propriétaire du magasin de musique Sonic Boom où Ally travaille. Il est très radin.
- Nelson : petit garçon de 8 ans à qui Ally donne des leçons de musique car il rêve de devenir musicien. La phrase qu'il utilise dans presque tous les épisodes est « Oh, zut ! ». il comprend presque tous de travers.
- Megan Smith : journaliste de 10 ans, elle agace énormément Austin et ses amis. Elle et ses amies admirent Ally.
- Dallas : travaille au stand d'accessoires pour téléphones ; Ally est amoureuse de lui dans la saison 1.
- Mindy : adolescente amoureuse de Dez mais qui lui fait énormément peur. Elle travaille dans un restaurant et donne à Dez des plats délicieux pour qu'il reste près d'elle dans la saison 1.
- Jimmy Starr : gérant des disques Starr, le label dans lequel Austin a signé. Dez l'agace énormément.
- Kira Starr : fille de Jimmy. Elle est sortie avec Austin mais a rompu à cause des sentiments qu'il a pour Ally. Ally et elle se considèrent comme sœurs.
- Carrie: jeune fille drôle et un peu extravertie, elle s'habille de manière très originale. Elle finit par devenir la petite amie de Dez. À la fin de la saison 3, elle part à Los Angeles, mais revient. Elle finit par repartir là-bas avec Dez.

## Chansons
Générique

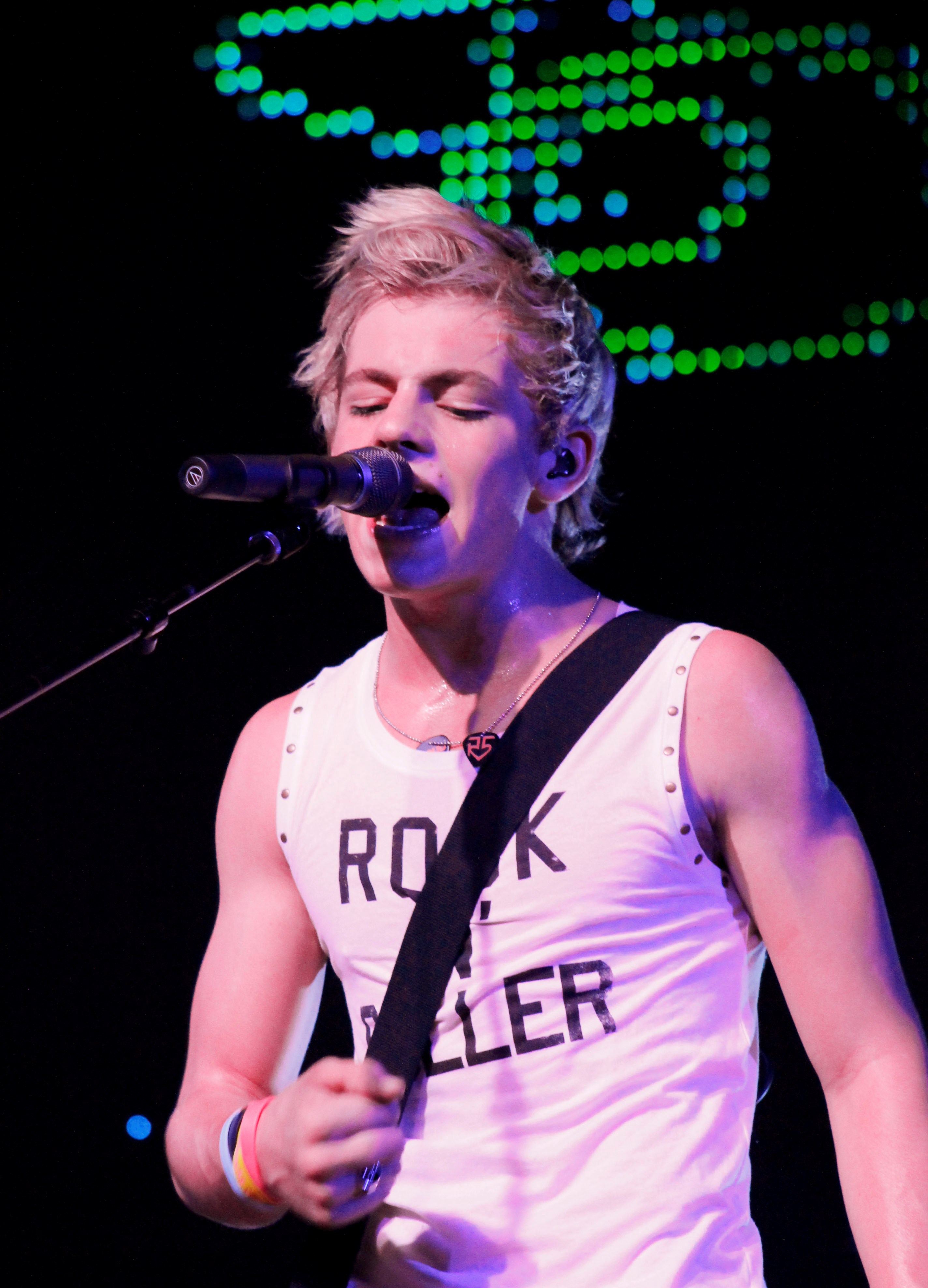
Ross Lynch jouant Austin Monica Moon.

- saison 1 à 3: Can't Do it Without You (Ross Lynch)
- saison 4: Can't Do it Without You (Ross Lynch & Laura Marano)

Saison 1
- Double Take (dans l'épisode La Rencontre)
- Break Down the Walls (dans l'épisode La Rencontre)
- A Billion Hits (dans les épisodes Une histoire de kangourou et Les Quinze Ans de Trish)
- Not a Love Song (dans l'épisode Le Petit Livre des secrets)
- It's Me, It's You (dans les épisodes Atomes crochus et Le Voleur du centre commercial)
- La Chanson du Papillon (dans les épisodes Blogueuse et Papillons et Exagérations)
- Trash Talk (dans l'épisode Le Choix d'Austin)
- Better Together (dans les épisodes La Guerre des agents et Privé de sortie)
- You Don't See Me (dans l'épisode Panique sur les ondes)
- Heard it On the Radio (dans l'épisode Garde à vue)
- Suzy's Soups Jingle (dans l'épisode Ally et sa bonne étoile)
- Heart Beat (dans les épisodes Austin est amoureux et Privé de sortie)
- Not a Love Song (dans l'épisode Tout pour une tablette)
- Na Na Na (The Summer Song) (dans l'épisode Austin et Ally sont sur un bateau...)
- The Way that You Do (dans l'épisode Sans voix )
- Illusion (dans les épisodes Album et Audition et Le Nouveau Danseur)
- Can't Do it Without You (dans l'épisode Album et Audition)

Saison 2
- Don't Look Down (dans l'épisode Sous le masque)
- Illusion (dans l'épisode Le Nouveau Danseur)
- Who I Am (dans l'épisode Exagérations et À la recherche du top talent)
- Got it 2 (dans l'épisode Copieurs et mauvaises odeurs)
- Christmas Soul (dans l'épisode Austin et Jessie et Ally : Tous ensemble!)
- Can You Feel It (dans l'épisode Austin et Jessie et Ally : Tous ensemble!)
- Face to Face (dans l'épisode Austin et Jessie et Ally : Tous ensemble!)
- No Ordinary Day (dans l'épisode Manèges et mauvaise haleine)
- You Can Come to Me (dans l'épisode La Décision d'Austin et Le Film de leur vie)
- I Think About You (dans l'épisode Partenaires et Parachutes)
- I'm Finally Me (dans l'épisode Chansons et Quiproquos)
- The Ally Way (dans l'épisode La Pire Danseuse du monde)
- Steal Your Heart (dans l'épisode Amour secret et chanson volée)
- Timeless (dans l'épisode Voyage Vers Le Futur)
- Living in the Moment (dans l'épisode Les Dangers du Sport)
- I Got That Rock N' Roll (dans l'épisode Vagabond et Rock Star et À la recherche du top talent)
- Better Than This (dans l'épisode Le Choix d'Ally)
- The Me That You Don't See (dans l'épisode Le Choix d'Ally)
- Illusion (dans l'épisode Le Choix d'Ally)

Saison 3
- Chasin The Beat Of My Heart (dans l'épisode Une tournée mouvementée)
- The Me That You Don't See (dans l'épisode Une tournée mouvementée)
- Living in the Moment (instrumental) (dans l'épisode Une tournée mouvementée)
- Double Take (dans l'épisode Notre vie sans Austin)
- Finally Me (dans l'épisode Notre vie sans Austin)
- You Wish You Were Me (dans l'épisode Notre vie sans Austin)
- Don't Look Down (dans l'épisode Les Petits Souliers d'Austin)
- Redial (dans l'épisode Meilleures Amies)
- I Love Christmas (dans l'épisode L'Esprit de Noël)
- Glee Club Mash Up (dans l'épisode Problème d'autorité)
- Who U R (dans l'épisode Austin et Alias)
- Upside Down (dans l'épisode Austin et sa princesse)
- Stuck On You (dans l'épisode Doutes)
- Me & You (dans l'épisode Le rival d'Austin)
- What We're About (dans l'épisode Un fan encombrant)
- Look Out (dans l'épisode Austin et les Zaliens)
- Upside Down (dans l'épisode Comptes à rebours vidéo)
- Break Down the Walls (dans l'épisode Halloween et Terreurs)
- Parachute (dans l'épisode Adieu Sonic Boom)

Saison 4
- No Place Like Home (dans l'épisode Buzzcuts & Beginnings)
- A Billion Hits (dans l'épisode Buzzcuts & Beginnings)
- "Take it from the top"(dans l'épisode "Comebacks ans Crystalsballs")
- "A Perfect Christmas"

Album
- Austin & Ally season 1 Sountrack
- Austin & Ally Turn It Up
- Austin & Ally Take It From The Top

## Distinctions
| Date | Récompense                    | Catégorie                                     | Nomination      | Résultat   |
| ---- | ----------------------------- | --------------------------------------------- | --------------- | ---------- |
| 2012 | Teen Icon Awards              | Icône d'une série télévisée                   | Ross Lynch      | Nomination |
| 2012 | Hollywood Teen Awards         | Meilleure célébrité montante                  | Ross Lynch      | Nomination |
| 2013 | Kids' Choice Awards           | Acteur préféré d'une série télévisée          | Ross Lynch      | Lauréat    |
| 2013 | Radio Disney Music Awards     | Meilleur vidéoclip – Heard It On The Radio    | Ross Lynch      | Lauréat    |
| 2013 | Imagen Awards                 | Meilleure jeune actrice d'une série télévisée | Raini Rodriguez | Lauréat    |
| 2013 | Kids' Choice Awards Argentina | Meilleure série télévisée internationale      | Austin & Ally   | Nomination |
| 2014 | Kids' Choice Awards           | Acteur préféré de série télévisée             | Ross Lynch      | Lauréat    |
| 2014 | Teen Choice Awards            | Choice TV Show : Comédie                      | Austin & Ally   | Nomination |
| 2014 | Teen Choice Awards            | Choice TV Actor : Comédie                     | Ross Lynch      | Lauréat    |
| 2014 | Teen Choice Awards            | Choice TV Actress : Comédie                   | Laura Marano    | Nomination |
| 2014 | Kids' Choice Awards Mexico    | Programme international                       | Austin & Ally   | Nomination |
| 2015 | Kid's Choice Awards           | Meilleur programme pour ados                  | Austin & Ally   | Lauréat    |
| 2015 | Kid's Choice Awards           | Meilleure actrice TV                          | Laura Marano    | Lauréat    |
| 2015 | Kid's Choice Awards           | Meilleur acteur TV                            | Ross Lynch      | Lauréat    |